# Сикошек, Грегор
Гре́гор Сико́шек (словен. Gregor Sikošek; родился 13 февраля 1994 года, Брежице, Словения) — словенский футболист, защитник клуба «Марибор», выступающий на правах аренды за хорватскую «Горицу». Выступал за сборную Словении.

## Клубная карьера
Сикошек — воспитанник клубов «Брежице» и «Кршко». 24 апреля 2012 года в матче против «Дравини» он дебютировал во Второй лиге Словении в составе последнего. 12 мая в поединке против «Шмартно» Грегор забил свой первый гол за «Кршко». В 2015 году Сикошек помог клубу выиграть Вторую лигу и выйти в элиту. 19 июля в матче против «Целе» он дебютировал в чемпионате Словении в составе последнего.
В начале 2017 года Сикошек перешёл в датский «Брондбю». 19 февраля в матче против «Копенгагена» он дебютировал в датской Суперлиге. Летом того же года на правах аренды Грегор присоединился к «Силькеборгу». В матче против «Ольборга» он дебютировал за новый клуб.

## Международная карьера
14 ноября 2016 года в товарищеском матче против сборной Польши Пихлер дебютировал за сборную Словении.